# Споменик Десимиру Перишићу у Гучи
Споменик Десимиру Перишићу у Гучи подигнут је 2010. године и постављен на кружном току на уласку у варошицу из правца Чачка и Лучана.
Споменик је успомена на трубача који је обележио почетак, данас, најмасовније музичке манифестације у земљи, висока је три метра и дело је вајара Велимира Kаравелића. Аутор пројекта је Оливера Јоловић, архитекта из Београда.
Споменик је подигнут на иницијативу организатора, а под покровитељством Владе РС и општине Лучани.